# Colombia Open 1996
Il Colombia Open 1996 è stato un torneo di tennis giocato sulla terra rossa. È stata la 3ª edizione del Colombia Open, che fa parte della categoria World Series nell'ambito dell'ATP Tour 1996. Il torneo si è giocato a Bogotà in Colombia, dal 9 al 15 settembre 1996.

## Campioni

### Singolare maschile
Thomas Muster ha battuto in finale  Nicolás Lapentti con il punteggio di 6(6)–7 6–2 6–3

### Doppio maschile
Nicolás Pereira /  David Rikl hanno battuto in finale  Pablo Campana /  Nicolás Lapentti con il punteggio di 6–3, 7–6